# 로잔 연방 공과대학교역
로잔 연방 공과대학교역은 1991년에 개통한 스위스의 철도역이다.

## 역 주변
- 로잔 연방 공과대학교